# Парафінований папір
Парафінований папір — папір просочений парафіном (рідше воском).
Використовується для внутрішньої обгортки цукерок, а також для вистилання ящиків або коробок, пакування медикаментів, дрібних металевих виробів тощо. Вода не тільки не проникає крізь папір, але навіть не змочує його. Якщо крапля води потрапляє на такий папір, вона залишиться на її поверхні й легко може бути стерта.
Виготовляється з паперу-основи для парафінування шляхом просочення розчином парафіну.